# Ken Singleton
Kenneth Wayne Singleton (Nueva York, Nueva York, 10 de junio de 1947), más conocido como Ken Singleton, es un exjugador profesional estadounidense de béisbol que se desempeñó en la posición de jardinero derecho en las Grandes Ligas de Béisbol (MLB). Logró obtener el Premio Roberto Clemente.

## Carrera
Singleton jugó como profesional dos temporadas en New York Mets (1970-1971), después pasó a Montreal Expos (1972-1974), luego a Baltimore Orioles, donde jugó diez temporadas (1975-1984), y fue el equipo en el que se retiró.

## Premios
En 1982, fue galardonado con el Premio Roberto Clemente.